# Museo dei cinque continenti
Il Museo dei Cinque Continenti è il più antico museo etnologico tedesco, fondato nel 1862, e attualmente il secondo più grande della Germania, superato solo da quello di Berlino. Ha sede nel quartiere di Lehel e contiene oltre 160.000 opere d'arte, oggetti quotidiani e rituali di popoli extraeuropei, 135.000 fotografie e una biblioteca specializzata con oltre 100.000 volumi. Le collezioni della Casa Wittelsbach ne hanno costituito la base storica. La superficie totale è di circa 12.000 m² e comprende anche strutture per la falegnameria, la lavorazione dei metalli, la verniciatura e il restauro, una sala riunioni e conferenze e uffici. L'attuale denominazione è l'ultima di una serie, iniziata con Collezione Etnografica Reale al momento della fondazione. Fino al 9 settembre 2014 il museo era denominato Museo statale bavarese di etnologia, in tedesco Staatliches Museum für Völkerkunde. Il museo è sostenuto dal Ministero bavarese per le scienze e le arti.

## Storia e descrizione

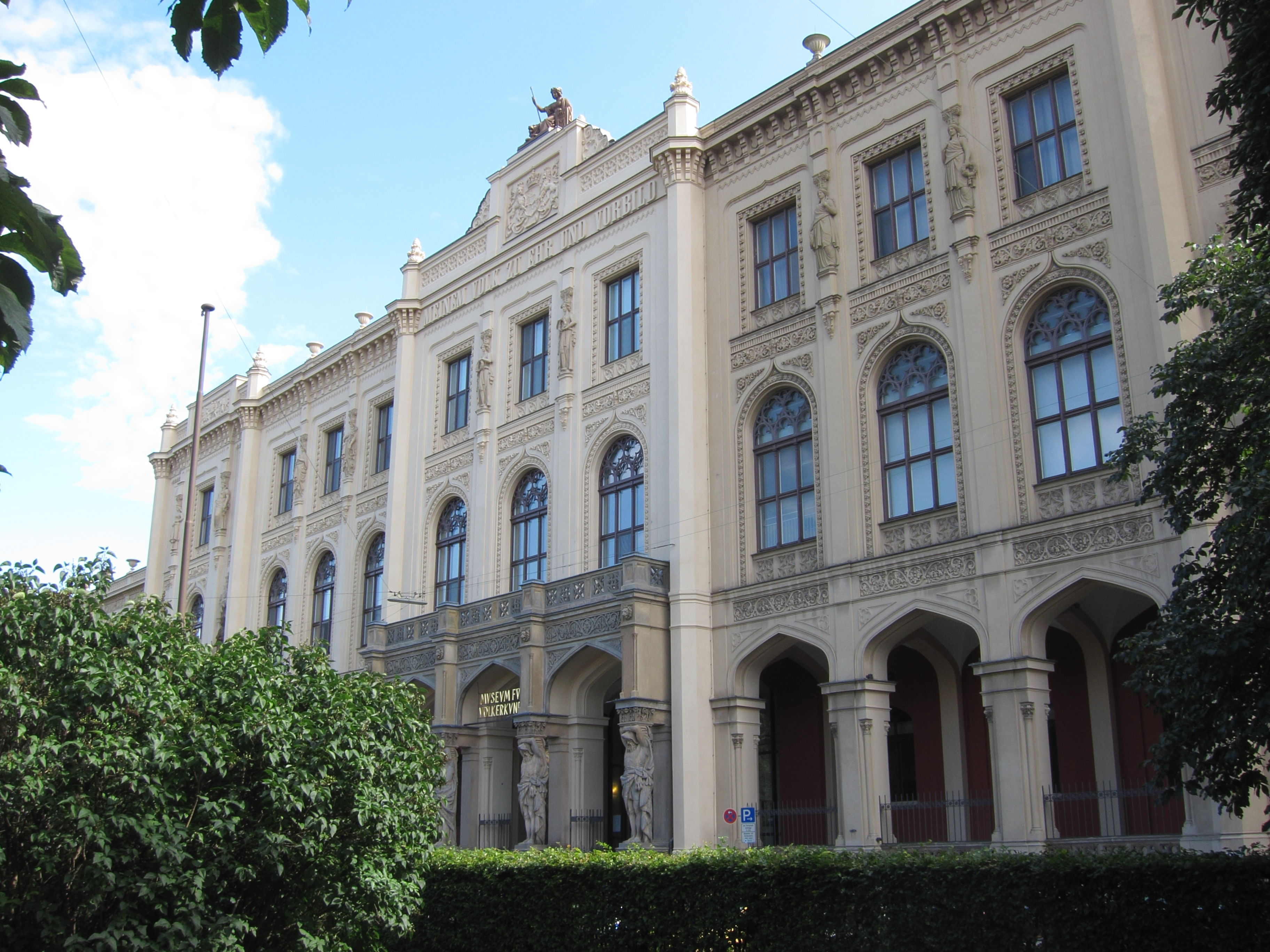
Esterno

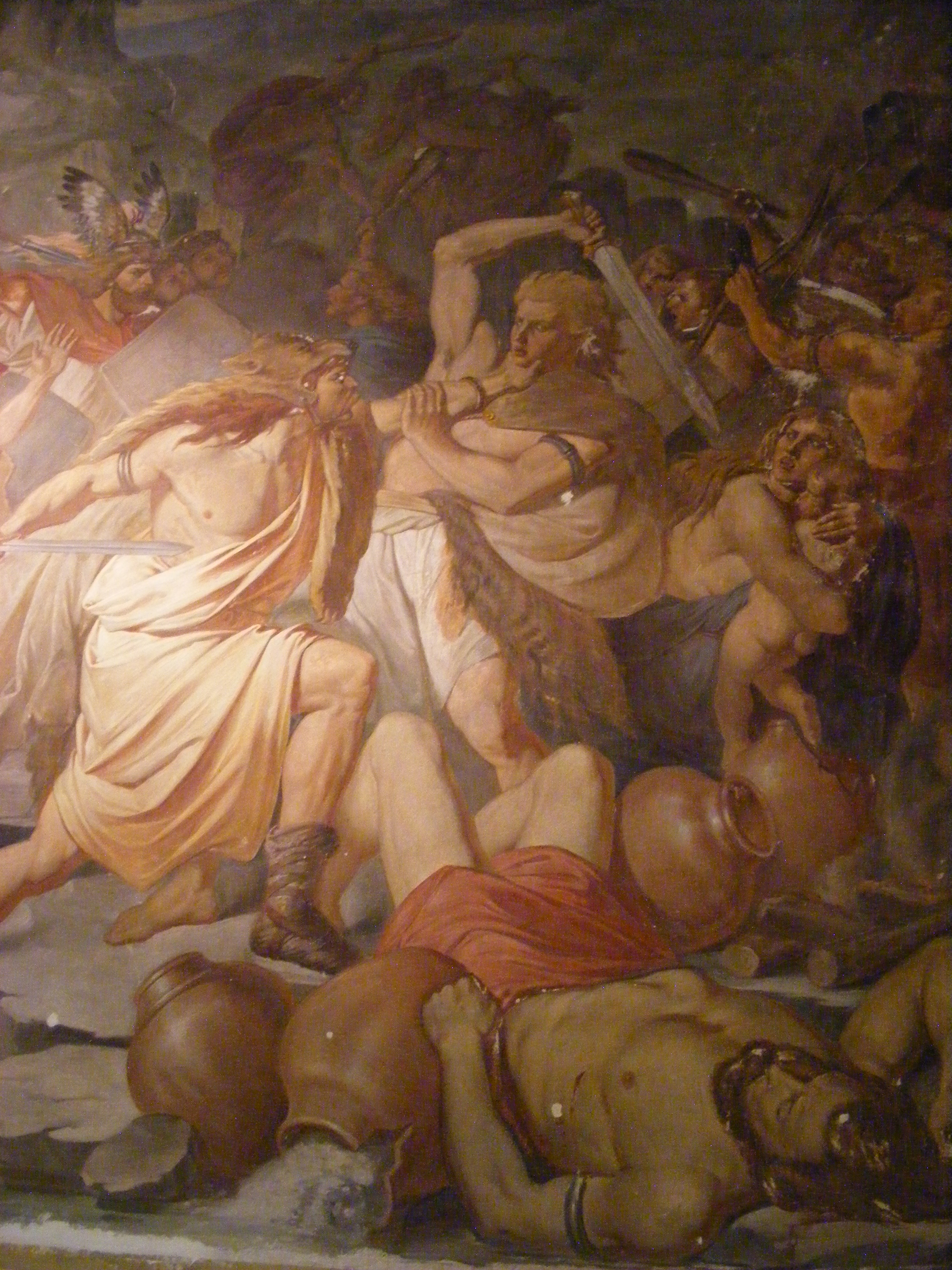
Dettaglio di uno degli affreschi

Nel 1835 il medico e naturalista di Würzburg Philipp von Siebold, vissuto in Giappone dal 1823 al 1830, invia al re Ludovico I di Baviera uno schizzo dettagliato di un museo etnologico che propone di fondare a Monaco, dimostrandosi pioniere di una tendenza che in Europa, nella seconda metà del XIX secolo, porta alla nascita di numerosi musei etnologici, di pari passo con l’emergere dell’etnologia come disciplina scientifica.
La proposta di Siebold si concretizza nel 1862 grazie al figlio di Ludovico, Massimiliano II, convinto sostenitore della scienza e dell'arte e intenzionato a trasformare Monaco in un centro leader nel mondo di lingua tedesca. La fondazione, pertanto, di un museo etnologico nella capitale bavarese costituisce un primo passo. Inizialmente ospitato nell'edificio della galleria nell'Hofgartenarkaden, che presto si rivela inadatto, il museo viene trasferito tra il 1925 e il 1926 nell'attuale edificio in Maximilianstrasse. Anche la denominazione cambia diverse volte nel tempo.
Nel museo vengono collocate le prime collezioni etnologiche giunte a Monaco già nel 1820, su iniziativa della casa Wittelsbach, note come “collezioni transatlantiche” provenienti da viaggi di ricerca in varie località extraeuropee. 

### Variazioni nella denominazione
- 1862–1912: Collezione Etnografica Reale
- 1912-1917: Museo Etnografico Reale
- 1917–1954: Museo di Etnologia
- 1954–2014: Museo statale di etnologia
- 2014-: Museo dei Cinque Continenti[2]

### Direzione
Dal momento della fondazione si sono alternati vari direttori, ciascuno dei quali generalmente resta a lungo in carica: Moritz Wagner (1862–1887), Max Buchner (1887–1907), Lucian Scherman (1907-1933), Heinrich Ubbelohde-Doering (1933–1956), Andreas Lommel (1957–1977), Walter Raunig (1977–2001), Claudio Müller (2001–2010), Christine Kron (2011–2017), e, dall'aprile 2018, Uta Werlich.

### Edificio
L'edificio, suddiviso in trentotto sale, viene costruito tra il 1859 e il 1865 da Eduard Riedel, dietro commissione del re Massimiliano II, che parimenti richiede la costruzione della Maximilianstraße, uno dei quattro viali reali della città di Monaco. Originariamente la costruzione è destinata ad ospitare il Museo nazionale bavarese, le cui collezioni sono tuttavia traslocate nel 1900 in un nuovo plesso museale ancora più ampio sulla Prinzregentenstraße. 
L'architettura è influenzata dal cosiddetto "gotico perpendicolare", decorato con affreschi celebranti il passato della Baviera. Il fronte principale dell'edificio è lungo 147 metri ed è costituito da cinque blocchi con arcate continue e 25 assi con cornicione del tetto riccamente decorato. La zona d'ingresso, dotata di una loggia a nove assi, è preceduta da un porticato sorretto da quattro cariatidi. Nella facciata sono incorporate otto statue che personificano le virtù delle genti bavaresi: patriottismo, diligenza, magnanimità, pietà, lealtà, giustizia, coraggio e saggezza. Sotto il tetto è inserita a caratteri maiuscoli l'iscrizione reale "Al mio popolo in onore ed esempio".
Dal 1900 fino al 1923 è stato sede del Deutsches Museum.

## Collezioni
Le collezioni sono suddivise sui due piani in cui si articola il museo: al primo piano si trovano le esposizioni relative al mondo islamico, all'India, all'Asia orientale e all'Oceania, mentre al secondo sono allestite le mostre permanenti sull'arte e la cultura delle Americhe e dell'Africa.
Oltre alle opere d'arte e agli oggetti di uso quotidiano, il museo ospita oltre 135.000 documenti fotografici sotto forma di lastre di vetro, stampe su carta, diapositive e album, di cui i primi risalgono al 1870. 
La complessa storia della formazione delle collezioni, a partire dalla raccolta degli oggetti, è documentata dai libri d'inventario, importanti fonti rese disponibili online nel 2020. La loro digitalizzazione è stata finanziata del Ministero bavarese per le scienze e le arti.
Oltre alle mostre permanenti, molti oggetti vengono esposti a rotazione, data la grandezza della collezione.

### Arte africana

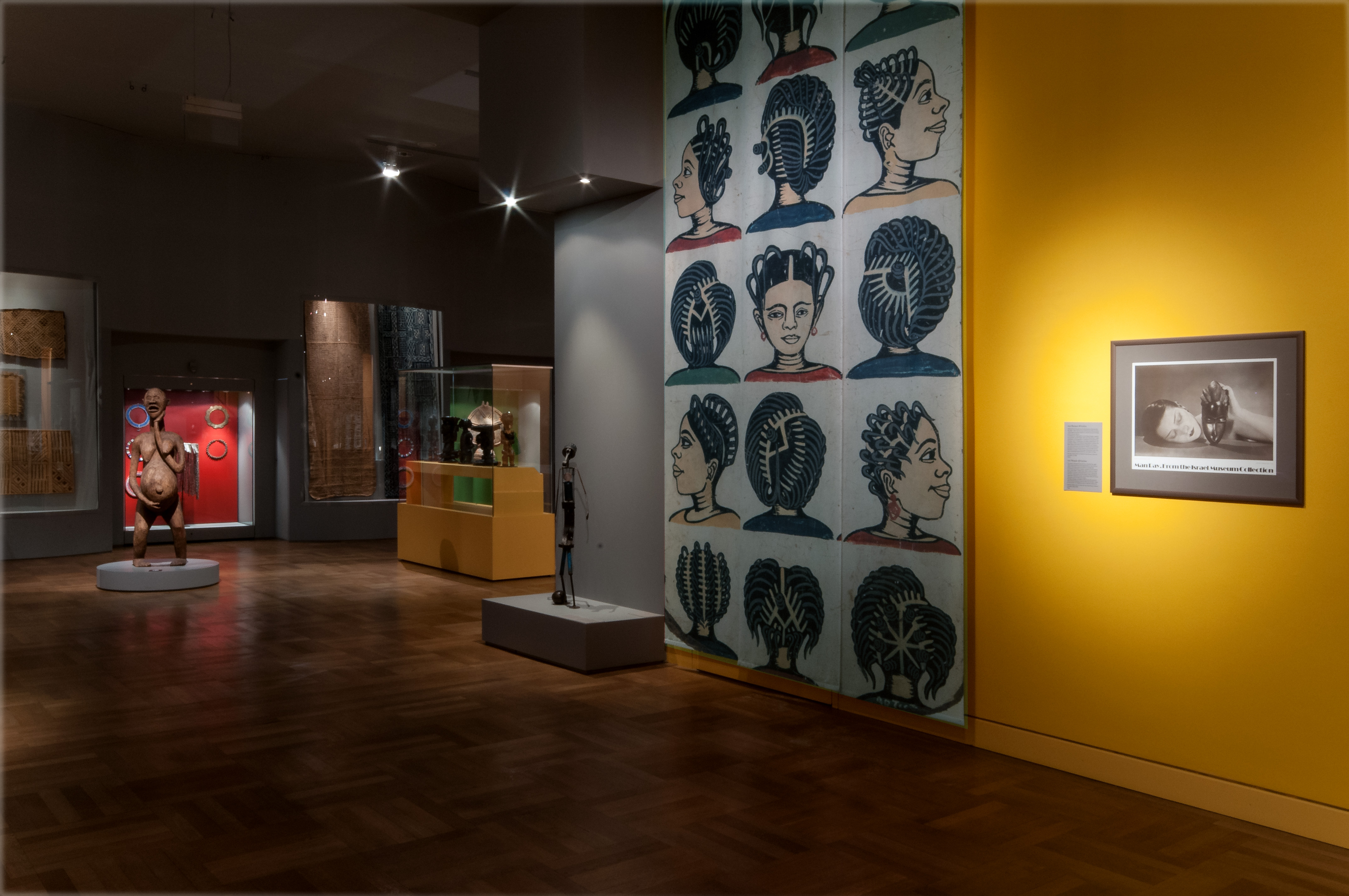
Dettaglio della mostra permanente sull'Africa

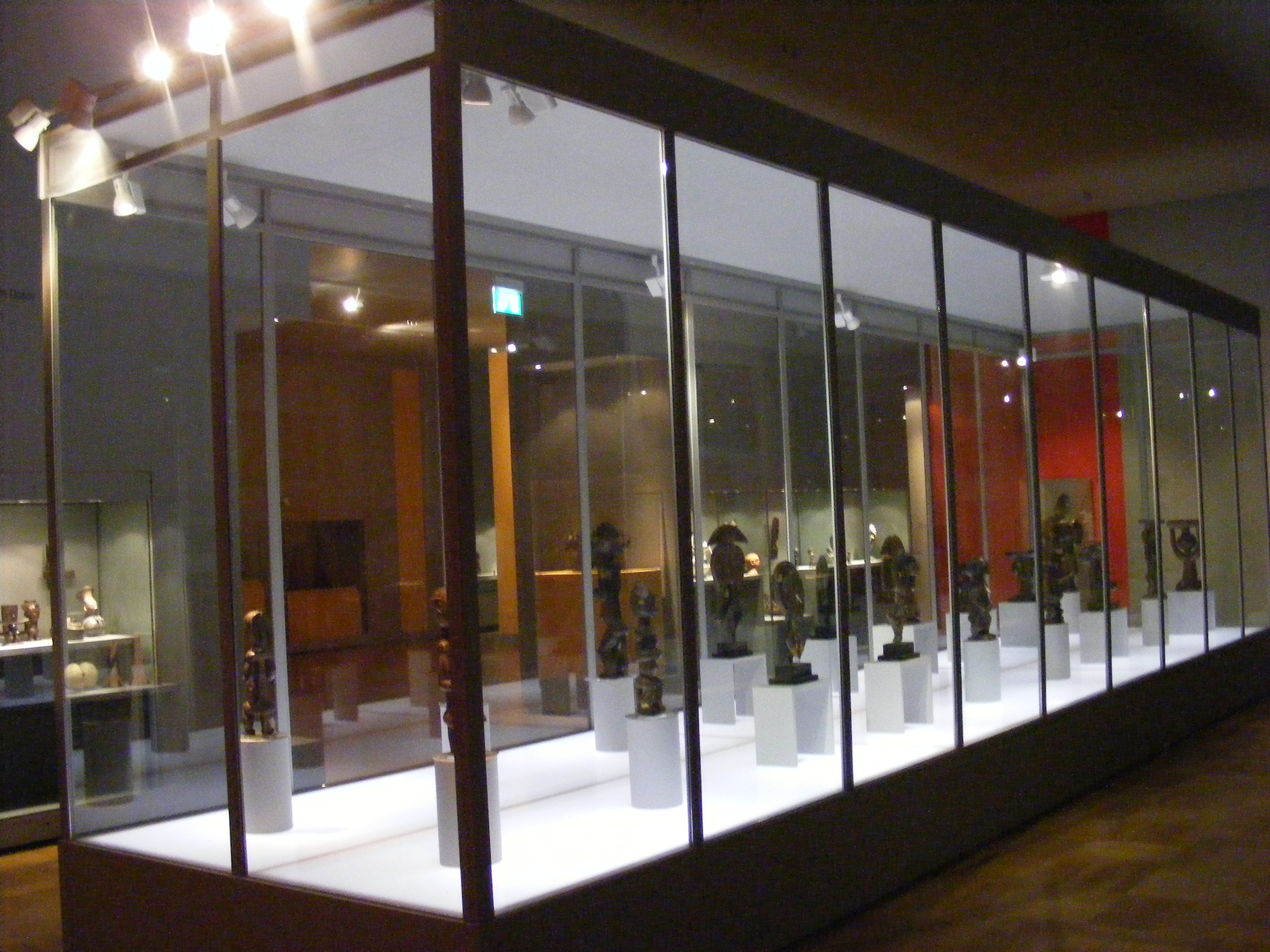
Mostra di arte africana

Dal momento della fondazione del museo nel 1862, la collezione è stata sostenuta da donazioni e acquisti da parte di numerosi viaggiatori, ricercatori, funzionari coloniali e missionari, mercanti etnografici e d'arte. La sezione comprende circa 26.000 oggetti di uso quotidiano, rituali e artistici sia provenienti dai paesi e dalle regioni a sud del Sahara, sia appartenuti a gruppi di popolazioni del deserto come i Tuareg. Sono inoltre presenti oggetti provenienti dal Madagascar e dal Nordafrica; questi ultimi sono tuttavia inseriti nella collezione relativa all'Oriente islamico.
La sezione africana comprende maschere e figure, sculture, bronzi e intagli in avorio, armi, artigianato in argento e gioielli. Il patrimonio più antico della collezione proviene dal Casato di Wittelsbach e raccoglie sculture in avorio del XVI e XVII secolo.
Caratteristiche, in particolare, le incisioni provenienti dal Camerun, dal Gabon e dal Congo, o le sculture eseguite in Nigeria o nel Repubblica del Benin), tra cui quelle di Olowe von Ise (morto nel 1938). 
La collezione è regolarmente arricchita attraverso l'acquisizione di opere d'arte africana contemporanea, eseguite da artisti quali Sokari Douglas Camp, Romuald Hazoumé, Kofi Setordji, Paa Joe e numerosi altri. Sono inoltre esposte opere di designer occidentali ispirate a modelli africani, come ad esempio quelle di Matteo Thun o di Charles Eames.
La collezione africana di Monaco ha fornito ispirazione agli artisti del Blaue Reiter Franz Marc e Wassili Kandinsky.

### Arte americana
La collezione comprende arte e cultura materiale delle società indigene del continente americano.

#### America settentrionale
L'esposizione permanente dedicata al Nord America comprende oggetti provenienti dal Canada e dalle tribù degli indiani d'America statunitensi. Sono presenti anche manufatti Inuit e di altri gruppi etnici dell'Artico e della Groenlandia, incluso un kayak del 1577, il più antico del mondo. 
La collezione è composta da circa 5.000 oggetti, tra cui teepee, abiti in pelle, copricapi di piume, mocassini decorati e maschere, oltre a circa 1000 punte di freccia e di lancia che risalgono all'epoca precolombiana e che rappresentano la parte più antica dell'intera sezione. Il restante risale invece per lo più alla fine del XIX secolo.

#### America meridionale
La collezione comprende ceramiche e oggetti d'oro, argento e legno che rappresentano divinità e figure di guerra, maschere, gioielli, vasi e tessuti; i reperti provengono principalmente dalla cultura Maya del Messico, e da altre civiltà del Perù e della Bolivia; sono presenti anche oggetti di uso quotidiano degli indiani dell'Amazzonia e trofei dal Brasile.

### Arte islamica
La collezione dedicata all'Oriente islamico comprende circa 20.000 oggetti di cultura materiale provenienti non solo da società islamiche, ma anche cristiane ed ebraiche, dell'Europa sud-orientale, del Nordafrica e dell'Asia occidentale, centrale e sud-occidentale. Sono esposti pure reperti archeologici preislamici dell'antica Arabia meridionale e del Luristan nell'Iran occidentale, nonché testimonianze della fine del XIX e dell'inizio del XX secolo.
Le collezioni etnografiche di influenza islamica contengono prevalentemente gioielli provenienti dallo Yemen e dall'Afghanistan, oggetti di uso quotidiano e devozionali provenienti dal Caucaso, dal Nordafrica, dall'Iran, dal Pakistan e dall'Asia centrale.
Inoltre sono esposti più di 1.300 tappeti e prodotti dell'arte islamica provenienti dalla Turchia, dal Medio Oriente, dall'Iran, dall'Iraq e dall'India. La collezione d'arte contemporanea comprende opere di vari artisti, fra cui Lalla Essaydi.

### Collezione asiatica

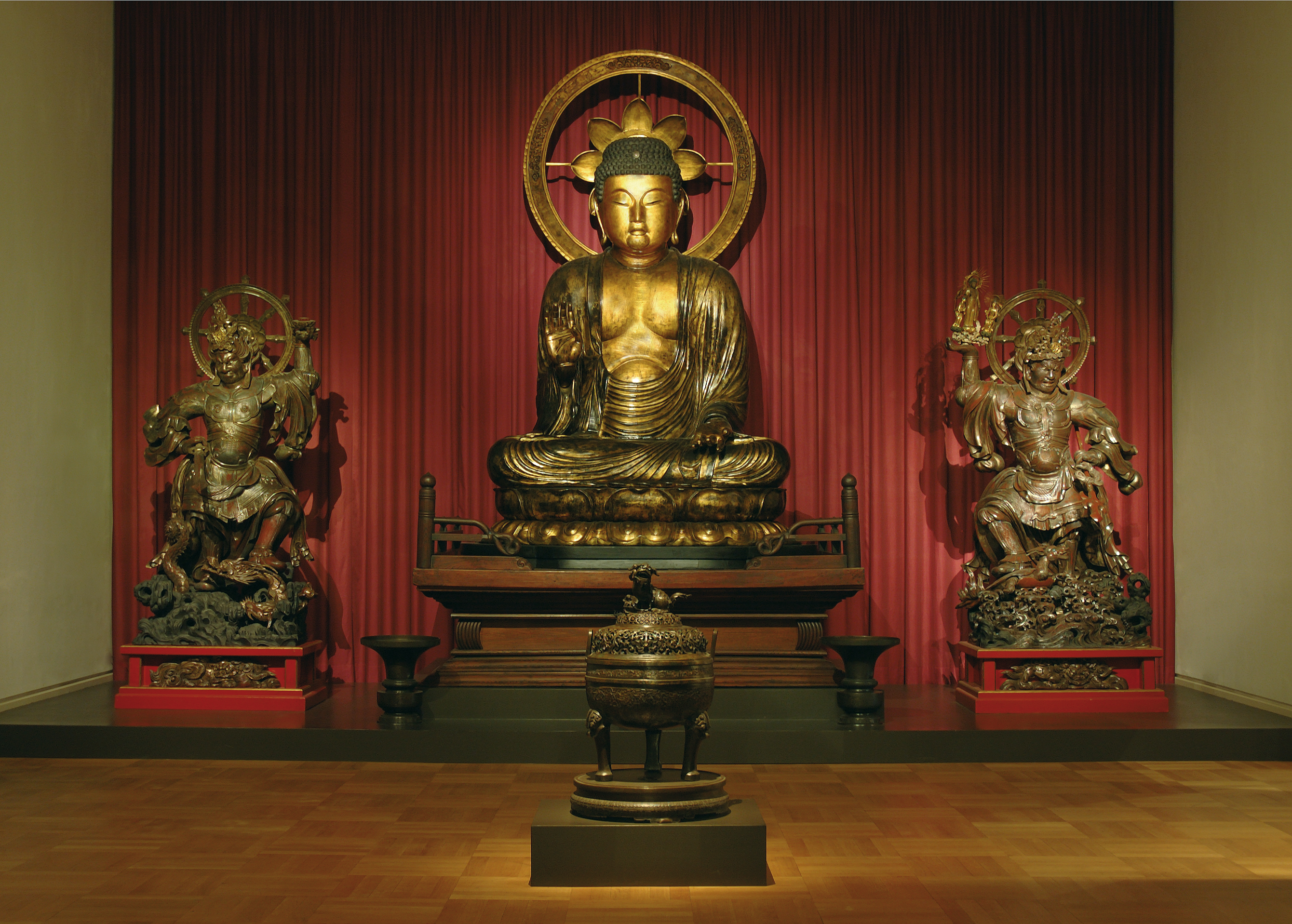
Sala del Buddha

#### Asia orientale
Tra i numerosi reperti sono compresi oggetti legati al buddismo giapponese, tibetano e cinese, tra cui le grandi statue di Buddha. La raccolta include sculture in legno, un modello in avorio di una pagoda della corte imperiale cinese, sculture ornate provenienti da Cina, Giappone e Indonesia. È inoltre presente una vasta collezione di xilografie giapponesi eseguite tra il XVII e il XX secolo.

#### Asia meridionale e sud-est asiatico
Sono esposte statue di Buddha, di Shiva e Krishna, oltre a sculture di vita quotidiana, provenienti in particolare dalla storia religiosa e culturale dell'India, del Myanmar e della Thailandia.

### Arte dell'Australia e del Pacifico meridionale
Alla collezione proveniente dall'Oceania appartengono principalmente figure di dei, ma anche oggetti d'arte simboleggianti la pesca e il legame con gli antenati attraverso il mondo animale. Sono esposti, fra l'altro, divinità delle Isole Cook, la pagaia melanesiana raffigurante scena di pesca, armi e scudi dall'Australia.
Proprio nel Museo dei Cinque Continenti è iniziato con una cerimonia, nell'aprile 2019, il processo di restituzione di oltre 50 resti ancestrali australiani provenienti da cinque diversi istituti tedeschi, che li custodivano dal 1889.

## Biblioteca
La biblioteca del museo è aperta al pubblico e consente la consultazione di oltre 100.000 volumi di letteratura specialistica etnologica, soprattutto sulla cultura materiale e l'arte di regioni e società extraeuropee, oltre a 120 riviste. Un catalogo online e uno cartaceo facilitano la ricerca bibliografica.